# Мазур, Елена Анатольевна
 Елена Анатольевна Мазур (род. 23 января 1960, Белое, Лутугинский район, Луганская область) — украинский политик, депутат Верховной Рады Украины 3-го созыва от ПСПУ. Заместитель директора обособленного структурного подразделения Национального авиационного университета «Центр научных инициатив», председатель Всеукраинского общественного объединения «За Украину, Белоруссию, Россию» (ЗУБР).
Высшее образование получила в Луганском машиностроительном институте по специальности «инженер-экономист», окончив его в 1986 году. После окончания работала инженером-программистом вычислительного центра высшего учебного заведения. Позже заняла ту же должность в Луганском государственном экспериментальном протезно-ортопедическом предприятии.
Общественно-политическую деятельность начала как ведущий специалист Луганского областного центра социальных служб для молодёжи. С 1991 года — член политисполкома всесоюзного организации «Единство за ленинизм и коммунистические идеалы», была председателем Луганской областной организации. С 1993 года являлась членом координационного совета Союза женщин-тружениц «За будущее детей Украины», председателем Луганской областной организации. Того же года стала членом Национального союза журналистов Украины. С 1996 года — председатель Луганской областной организации ПСПУ.
С марта 1998 по апрель 2002 — Народный депутат Украины 3-го созыва, избранный на Одномандатном избирательном округе № 212.
В 1999 выступила с инициативой создания межфракционного депутатского объединения «За культурно-экономическую автономию областей востока и юга Украины», в 2000 году — межфракционного объединения «За союз Украины, Белоруссии и России» (ЗУБР), на базе которого в январе 2001 было создано Всеукраинское общественное объединение «За Украину, Белоруссию, Россию» (ЗУБР). Поддержала создание Народных движений «ЗУБР» в Молдавии и Приднестровье, была активным участником Съезда славянских народов в Москве 1-2 июня 2001 года. Несмотря на активность, выборы проиграла и выбыла из депутатов, после чего канула в безвестность.
Издавала газеты «Молодая гвардия» и «ЗаЗУБРина».
В соавторстве с Н.Лативоком выпустила 2 книги: «1932-1933 годы: голодомор в Европе и Америке. 1992—2009 годы: геноцид в Украине. Факты и документы. Анализ» (2009, ISBN 978-5-914640-21-4) и «Сталин: экономика без кризисов — залог Великой Победы!» (2010, ISBN 078-5-91464-).